# Heinrich Köppler

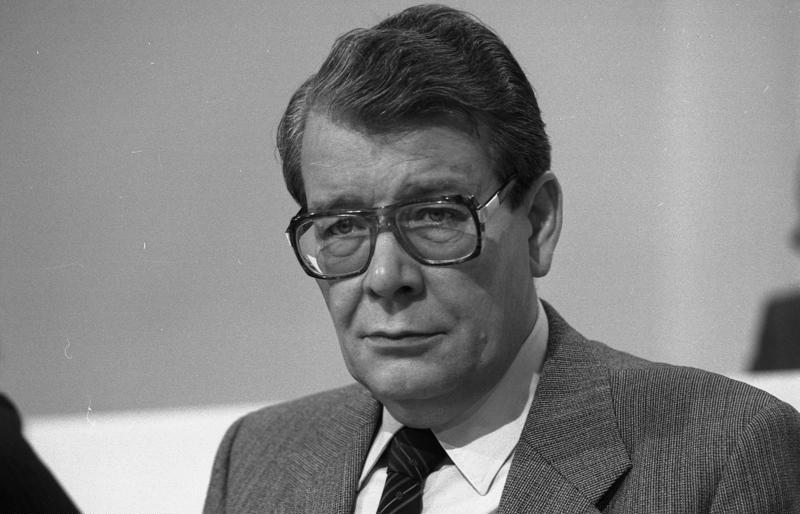
Heinrich Köppler auf dem CDU-Bundesparteitag 1978

Heinrich Köppler (* 26. November 1925 in Hattenheim; † 20. April 1980 in Düsseldorf) war ein deutscher Jurist und Politiker (CDU).

## Leben und Beruf
Heinrich Köppler wurde als Sohn eines Oberamtsrichters in Hattenheim (heute zu Eltville/Rheingau) geboren. Nach dem Besuch der Volksschule und der Realschule ging er auf die Gymnasien in Mainz und Wiesbaden, bestand 1943 das Abitur und schlug danach eine Laufbahn als Berufssoldat ein. Als solcher nahm er am Zweiten Weltkrieg teil, wurde an der Ostfront eingesetzt und Anfang 1945 zum Leutnant befördert. Zuletzt geriet er in US-amerikanische Kriegsgefangenschaft, aus der er bereits im Sommer 1945 entlassen wurde.
Köppler studierte von 1945 bis 1948 Rechtswissenschaften an den Universitäten in Erlangen und Mainz. Im Anschluss war er kurzzeitig als Berater für Jugendarbeit bei der US-Militärregierung in Hessen tätig. Anfang 1949 arbeitete er als Assistent beim Wirtschaftsrat des Vereinigten Wirtschaftsgebietes. Danach wirkte er bis 1950 als Persönlicher Referent des Bundestagspräsidenten Erich Köhler. 1950 bestand er das Erste und 1953 das Zweite Juristische Staatsexamen.
Köppler engagierte sich ab 1946 in der katholischen Jugendbewegung. Er war von 1952 bis 1956 Bundesführer des Bundes der Deutschen Katholischen Jugend und von 1954 bis 1955 Vorsitzender des Deutschen Bundesjugendrings. Von 1956 bis 1965 fungierte er als Generalsekretär des Zentralkomitees der deutschen Katholiken, seit 1965 als Leiter des Außenamtes des Zentralkomitees und von 1968 bis zu seinem Tode als Vizepräsident des Zentralkomitees.
1963 wurde er in Nachfolge des Spiritanerpaters Paul Koppelberg zum Vorsitzenden der Arbeitsgemeinschaft für Entwicklungshilfe (AGEH) gewählt.

## Partei und Abgeordneter

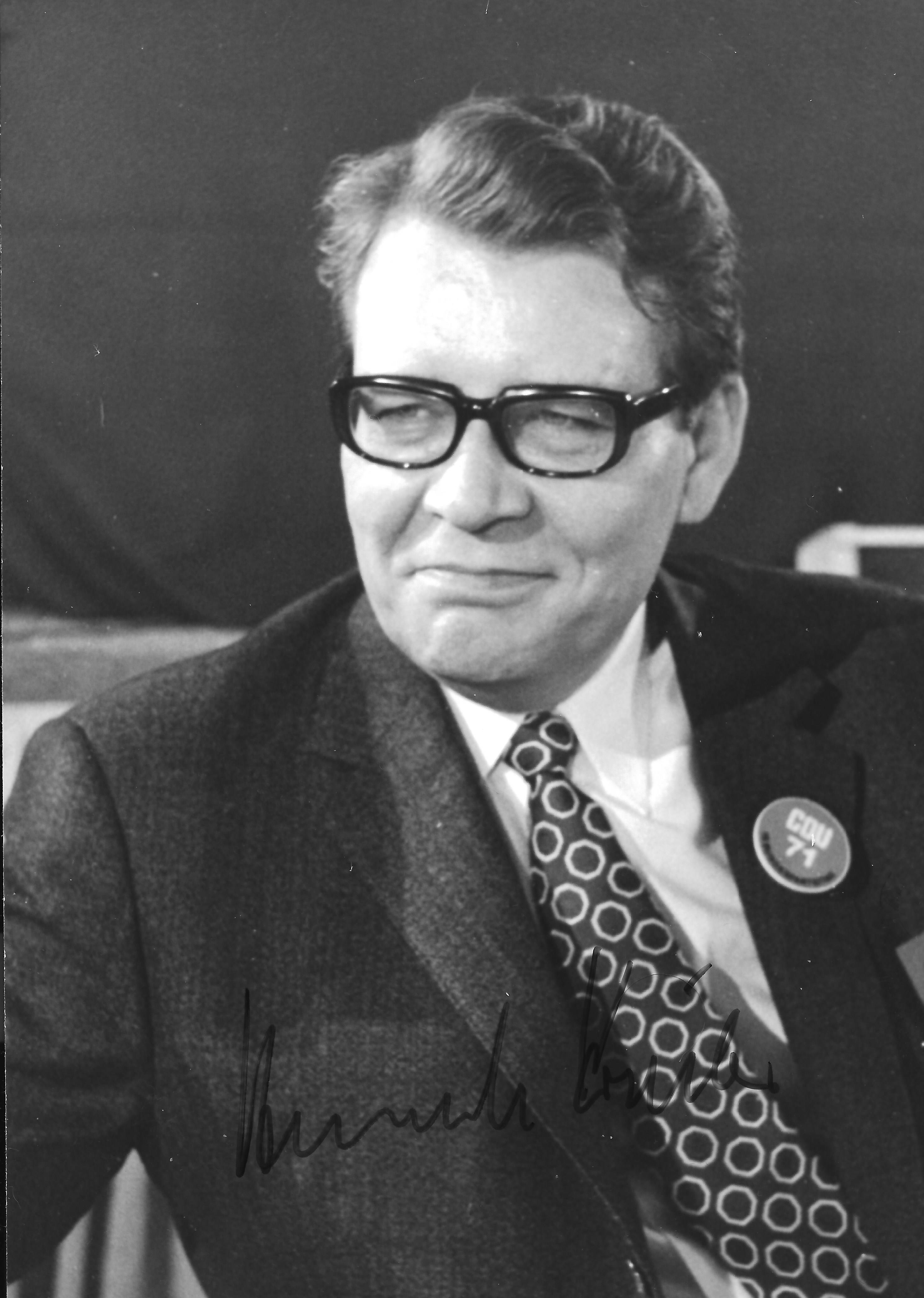
Bundesparteitag 1971 in Düsseldorf

Heinrich Köppler war seit 1946 Mitglied der CDU. Von 1969 bis 1980 war er Landesvorsitzender der CDU Rheinland, von 1971 bis 1980 Vorsitzender des Präsidiums der CDU in Nordrhein-Westfalen und von 1973 bis 1980 stellvertretender Vorsitzender der CDU auf Bundesebene.
Er war von 1965 bis zu seiner Mandatsniederlegung am 8. August 1970 Mitglied des Deutschen Bundestages und von 1969 bis 1970 Parlamentarischer Geschäftsführer der CDU/CSU-Bundestagsfraktion. Er ist stets über die Landesliste Nordrhein-Westfalen in den Bundestag eingezogen.
Von 1970 bis 1980 war er Mitglied des Nordrhein-Westfälischen Landtages und zugleich Vorsitzender der CDU-Fraktion.

## Öffentliche Ämter
Am 19. April 1968 wurde er als Parlamentarischer Staatssekretär beim Bundesminister des Innern in die von Bundeskanzler Kurt Georg Kiesinger geführte Bundesregierung berufen. Nach der Bundestagswahl 1969 schied er am 22. Oktober 1969 aus dem Amt. 1970 und 1975 war er
bei den jeweiligen Landtagswahlen in Nordrhein-Westfalen CDU-Spitzenkandidat, konnte sich aber mit seinem Anspruch, Ministerpräsident zu werden, nicht gegen Amtsinhaber Heinz Kühn durchsetzen, obwohl die CDU in beiden Wahlen die stärkste Kraft wurde.
Im Jahr 1980 war er erneut CDU-Spitzenkandidat für die NRW-Landtagswahl. Jedoch verstarb er am 20. April 1980 überraschend drei Wochen vor dem Wahltermin (11. Mai 1980) an zwei plötzlichen Herzinfarkten, die er innerhalb von nur 17 Tagen erlitt. Die schon befestigten Wahlplakate im Straßenraum mit seinem Foto wurden kurzfristig mit einem Traueraufdruck versehen. Zur letzten Ruhe gebettet wurde er auf dem Friedhof in Wachtberg-Niederbachem südlich von Bonn. Die Spitzenkandidatur übernahm statt seiner Kurt Biedenkopf, der nach verlorener Landtagswahl auch seine Nachfolge als Oppositionsführer im Landtag von Nordrhein-Westfalen antrat.

## Ehrungen
- 1974: Großes Verdienstkreuz der Bundesrepublik Deutschland
- 1978: Großes Verdienstkreuz mit Stern der Bundesrepublik Deutschland[2]